# Die Insel ohne Ufer
Die Insel ohne Ufer (Original: L'île sans rivages) ist ein Schweizer Dokumentarfilm von 2018. Der Film handelt von einem alten Mann (Jack Voirol), der während des Zweiten Weltkrieges Seereisen auf Frachtern machte. In Vietnam steigt zeitgleich ein Offizier auf ein neues Schweizer Hochseeschiff. Der Dokumentarfilm zeigt in Begegnungen die Schweizer Hochseeflotte und Lebensmittelreserven und die Idee des Schweizer Unternehmers Gottlieb Duttweiler, in Monaco einen Schweizer Freihafen am Mittelmeer zu errichten. Der Film wurde an den Solothurner Filmtagen gezeigt, Kinostart in der Romandie war der 23. Mai 2018.